# Presnac
Presnac (brinovka, sirovka, sirogriz; lat. Lactarius volemus) vrsta je gljive iz porodice Russulaceae. Udomaćena je u sjevernoj hemisferi - Europi, Sjevernoj Americi i Aziji. Boja gljive varira od boje marelice, do tamnijih, više smeđe obojenih primjeraka. Klobuk je promjera do 11 cm. Listići s donje strane klobuka su blijede zlatno žute boje, vrlo gusti i ponekad viličasto spojeni. Najkarakterističnija osobina ove gljive je bijeli mliječni sok blagog okusa. Kao što joj i ime kaže, ova gljiva se može jesti i sirova. U Aziji se prodaje i na tržnicama.